# Otto Flake
Otto Flake (29 octobre 1880 à Metz - 10 novembre 1963 à Baden-Baden), est un écrivain, essayiste et journaliste allemand de la première moitié du XXe siècle. Il a également traduit de nombreux auteurs français classiques en allemand.

## Biographie

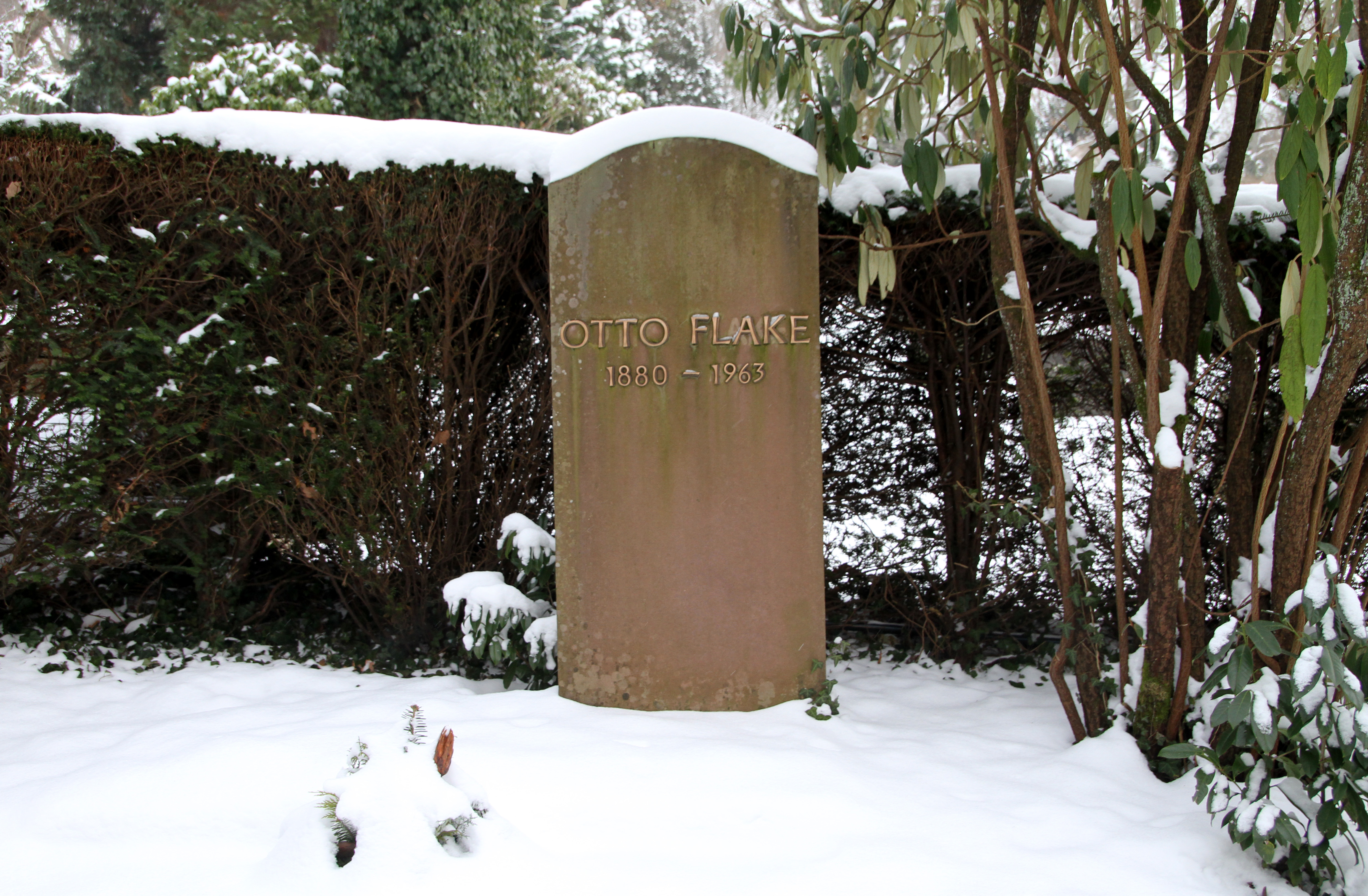
Tombe d'Otto Flake au cimetière central de Baden-Baden

Otto Flake voit le jour le 29 octobre 1880, à Metz, une ville de garnison animée d'Alsace-Lorraine. Il suit sa scolarité à Colmar, puis étudie la germanistique, la philosophie et l’histoire de l’art à Strasbourg. En 1902-1903, il fonde, avec René Schickele, Hans Koch (écrivain) et Ernest Stadler, le cercle littéraire et artistique Das jüngste Elsaß, et les revues Der Stürmer et Der Merker. Ses premières affectations professionnelles sont Paris, puis Berlin, où il travaille pour la revue littéraire Neue Rundschau. 
Pendant la Première Guerre mondiale, Otto Flake travaille dans l’administration civile à Bruxelles, où son bilinguisme est particulièrement apprécié. En 1916, il fait partie des artistes qui répondent à l'annonce lancée par voie de presse par Hugo Ball et rejoignent le groupe dada de Zurich. En 1918, Otto Flake devient rédacteur au Deutsche Allgemeine Zeitung, un nouveau journal créé à Berlin par l'éditeur lorrain Otto Karl Stollberg. En 1928, après son expulsion du Tyrol du Sud, Otto Flake s'installe, avec sa famille, à Baden-Baden.
En 1933, Samuel Fischer, fondateur de la maison d’édition berlinoise S. Fischer Verlag, le prie de signer la Gelöbnis treuester Gefolgschaft, une déclaration de loyauté à Adolf Hitler. Comme beaucoup d'intellectuels allemands de cette époque, Otto Flake signe la déclaration, sans peser les conséquences de cet acte. Cette signature lui vaudra les critiques de Thomas Mann, Bertolt Brecht et Alfred Döblin (qui lui ouvrira néanmoins dès 1946 les portes de sa nouvelle revue, Das Goldene Tor). 
Lorrain de naissance, Otto Flake s’engage après la Seconde Guerre mondiale pour la réconciliation franco-allemande. Mais ses livres se vendent moins bien, le rendant parfois triste et amer. Il publie à cette époque sous les pseudonymes « Leo F. Kotta » et « Werenwag ». En 1958, Bertelsmann réédite quelques titres de l’écrivain, vendant environ un million d’exemplaires en 28 mois. 
Otto Flake s'éteignit le 10 novembre 1963, à Baden-Baden, en Allemagne.
L'auteur s’est marié 5 fois, avec 4 épouses différentes, ayant épousé deux fois la mère de sa fille Eva Maria.

## Œuvre

### Œuvres en allemand
- Die elsässische Frage als Kulturproblem in: März. Halbmonatsschrift für deutsche Kultur. Erster Jahrgang 1907
- Strassburg und das Elsass. Mit acht Vollbildern 1908
- Der französische Roman und die Novelle. Ihre Geschichte von den Anfängen bis zur Gegenwart. 1912
- Schritt für Schritt. Roman 1912
- Freitagskind. Roman. 1913
- Caramba – Erzählung. Die neue Rundschau . XXIVter Jahrgang der freien Bühne. 11. Heft, November 1913.
- Die Prophezeiung und andere Novellen. Inhalt: Caramba; Die Prophezeiung; Zwischen den Schlachten; Barmherzigkeit, Lehrgeld, Bruder, Momente. 1915
- Horns Ring. Roman. 1916
- Das Logbuch Berlin 1917
- Wandlung. Novelle Steegemann, Hannover 1919; wieder in: Neue deutsche Erzähler (Bd. 1) (Max Brod u.a.) Paul Franke, Berlin o.J. (1930)
- Die Stadt des Hirns. Roman. 1919 (früher experimenteller Roman; gilt als maßgeblicher expressionistischer Roman der deutschen Literatur)
- Politisierung mehr als je, Aufsatz in: Das Ziel. Jahrbücher für geistige Politik. Hrsg. v. Kurt Hiller. Jahrbuch III, 1. Halbband, 1919
- Das Ende der Revolution 1920 online auf archive.org
- Ulrich von Hutten. Mit 8 Bildbeigaben. 1920
- Republik Deutschland, in: Der Neue Merkur. Monatshefte. 4. Jahrgang. Heft 8 - November 1920.
- Nein und Ja 1920 (Roman über die Zürcher Dada-Szene), Neuveröff. als Nein und Ja. Roman des Jahres 1917. Definitive Fassung 1923
- Die fünf Hefte 1920 (worin Flake sein Verhältnis zu Expressionismus und Dadaismus beschreibt), Buchausgabe als Dinge der Zeit 1921
- Das kleine Logbuch 1921 online auf archive.org
- Kaiserin Irene. in vier Aufzügen 1921
- Pandämonium – Eine Philosophie des Identischen 1921
- Die moralische Idee. Eine kritische Untersuchung. 1921
- Das neuantike Weltbild 1922
- Die Simona (Auszug aus "Die Stadt des Hirns") 1922
- Die Romane um Ruland: Ruland (1922); Eine Kindheit; Der gute Weg; Villa U.S.A. (1926); Freund aller Welt (1928)
- Erzählungen 1923, Inhalt: Zwischen den Schlachten, Der Gepard, Der Knabe, Bruder, Die Kaiserin, Byk
- Die Unvollendbarkeit der Welt. Eine Chemie Gottes. 1923
- Die Deutschen 1923
- Die zweite Jugend. Erzählung 1924
- Der gute Weg. Roman 1924
- Zum guten Europäer. Zwölf Chroniken Werrenwags. 1924
- Sommerroman 1927 (Auszug daraus als Die Scheidung 1929)
- Der Erkennende. Philosophie der Freiwerdung. 1927
- Unsere Zeit 1927
- Die erotische Freiheit. 1928
- Es ist Zeit ... 1929
- Große Damen des Barock. Historische Portraits. 1929
- Marquis de Sade. Mit einem Anhang über Restif de la Bretonne. 1930
- Ausfahrt und Einkehr. Erzählungen und Reiseskizzen 1930
- Christa. Ein Kinderroman. 1931
- Die Geschichte Mariettas. 1931
- Bilanz. Versuch einer geistigen Neuordnung. 1931
- Maria im Dachgarten, und andere Märchen 1931
- Montijo oder Die Suche nach der Nation, Roman 1931
- Die französische Revolution  1932
- Schritt für Schritt, Roman 1932
- Hortense oder die Rückkehr nach Baden-Baden 1933
- Der Strassburger Zuckerbeck und andere Maerchen 1933
- Die Töchter Noras 1934
- Die junge Monthiver 1934
- Anselm und Verena 1935 (Dieses Buch war der Anlass dafür, dass seine Bücher nicht mehr in Bibliotheken aufgenommen werden durften. Zwar nicht verboten, wurde Flake doch weitgehend totgeschwiegen.)
- Scherzo. 1936
- Sternennächte am Bosporus 1936
- Schön Bärbel von Ottenheim. 1937
- Türkenlouis. Gemälde einer Zeit. 1937
- Die vier Tage, illustré par Alfred Kubin, 1937
- Personen und Persönchen. Roman. 1938
- Straßburg. Geschichte einer deutschen Stadt. 1940
- Der Handelsherr. Roman 1940
- Das Quintett 1943
- Nietzsche. Rückblick auf eine Philosophie. 1946
- Versuch über Stendhal München 1946
- Versuch über Oscar Wilde. 1946
- Fürst Pückler-Muskau. In: Karussell. Literarische Monatsschrift. 1.Jg. (1946). Heft 5.
- Fortunat (In zwei Bänden: "Berge und Täler bleiben stehen", "Menschen begegnen sich") 1946,
- Ein Mann von Welt (In zwei Bänden: "Fluctuat nec mergitur", "Wappen von Paris") 1947
- Amadeus. Acht Erzählungen.  (= Die Erzählungen in zwei Bänden. Erster Band.) 1947
- Die Söhne. Sieben Erzählungen (= Die Erzählungen in zwei Bänden. Zweiter Band.) 1947
- Der Reisegefährte Erzählungen 1947
- Old Man 1947
- Der Mann im Mond, und andere Märchen, 2. Auflage 1947
- Vom Pessimismus. 1947 (unter dem Pseud. Leo F. Kotta)
- Jakob Burckhardt. 1947
- Traktat vom Eros. Essay 1947 (unter dem Pseud. Leo F. Kotta)
- Zuweisungen. Essais und Aufsätze. (über Jakob Burckhardt/ Pückler-Muskau/ Henry Beyle/ Iwan Turgenjew/ Heinrich Heine/ Nietzsche) 1948
- Kinderland, sieben Märchen 1948
- Kamilla. 1948
- Als die Städte noch standen. Kleine Prosa 1949
- Otto Flake – zum siebzigste Geburtstag 1950. Das Heft enthält einen Aufsatz über Flake von Prof. W. Drost, Tübingen, und 2 Beiträge Flakes selbst sowie eine umfangreiche zweigeteilte Bibliographie.
- Traktat vom Intensiven. 1950 (unter dem Pseud. Leo F. Kotta)
- Die Sanduhr. Roman. 1950
- Kaspar Hauser. Vorgeschichte, Geschichte, Nachgeschichte. Der Tatsachenbericht. 1950
- Die Bücher von Bodensee 1950
- Die Monthiver Mädchen 1950; häufige Auflagen, einige mit Nachwort des Verf. Meine badischen Romane, dieses in drei Versionen (1936, 1947, 1959), zum Beispiel . in: Bertelsmann Lesering 1959 und o.J. (1975)
- Schloß Ortenau 1955
- Der Pianist. Erzählung. 1960
- Finnische Nächte. Die Erzählungen. 1960, Vorwort von Fr. Sieburg
- Es wird Abend. Bericht aus einem langen Leben Autobiographie 1960
- Über die Frauen Aphorismen. 1961
- Die Versuchung des Richters (Kurzgeschichte)
- Freiheitsbaum und Guillotine – Essays aus sechs Jahrzehnten, Hrsg. R. Hochhuth u. P. Härtling, ca. 1969

### Œuvres traduites en français
- La Jeunesse déchaînée, trad. par Guy Faroux ; Paris, éd. du Siècle, 1932, 317pp in-12° (Es ist Zeit, 1929)
- Le marquis de Sade, trad. par Pierre Klossowski ; Paris, éd. Bernard Grasset, 1933, 248pp in-8° (Marquis de Sade, 1930)
- Hortense à Baden-Baden, éditions du Serpent à plumes, 2007 (Hortense oder die Rückkehr nach Baden-Baden, 1933)